# Zgromadzenie Narodowe (Francja)
Zgromadzenie Narodowe we Francji (fr. Assemblée nationale) – stanowi obecnie izbę niższą Parlamentu Francji, i wybierane jest na 5 lat w dwóch turach wyborów powszechnych, bezpośrednich i większościowych. Drugą izbą jest Senat, wybierany przez kolegium elektorów. 
Bierne prawo wyborcze do Zgromadzenia Narodowego przysługuje obywatelom francuskim, którzy ukończyli 23 lata i korzystają z pełni praw publicznych. Czynne prawo wyborcze mają osoby pełnoletnie.
W Zgromadzeniu zasiada 577 parlamentarzystów; 555 reprezentuje ludność zamieszkałą na terytorium Francji, a 22 obywateli terytoriów zamorskich. Wybory z czerwca 2017 roku, pozwoliły na wybór piętnastej kadencji Zgromadzenia Narodowego Piątej Republiki (od 1958).
Siedzibą Zgromadzenia Narodowego jest paryski Palais Bourbon.

## Historia zgromadzenia
Z punktu widzenia historycznego pojęcie to jest wieloznaczne: 
- Zgromadzenie Narodowe powstało w 1789 z przekształcenia się Stanów Generalnych (zwołanych przez króla Ludwika XVI dla zaradzenia kryzysowej sytuacji państwa), potem przekształciło się w Konstytuantę (z zadaniem opracowania nowej konstytucji ustrojowej).
- Zgromadzenie Narodowe było francuskim organem ustawodawczym za czasów unikameralnego parlamentu III Republiki Francuskiej (w latach 1871–1875).
- Od 1946 niższa izba francuskiego dwuizbowego parlamentu (IV i V Republiki).